# Каменское газоконденсатное месторождение
Каменское газоконденсатное месторождение — расположено в Западно-Казахстанской области, в 75 км к западу от г. Уральска. Открыто в 1986 году в результате испытания поисковой скважины № 2, заложенной для опоискования выявленной сейсморазведкой подсолевой структуры. Месторождение приурочено к межсолевой толще (156—180 м) карбонатных пород калиновской свиты нижнеказанского подъяруса.
По административному делению Контрактный участок Каменский относится к Зеленовскому району Западно-Казахстанской области Республики Казахстан.

## О месторождении
Запасы газа — около 10 млрд м³ по категориям C1 + G2, конденсата — около 300 тыс. т..
В настоящее время месторождение разрабатывает Акционерное Общество «ТрансНафта-Центр», являющаяся дочерней компанией ЗАО «Транс Нафта».